# ورن (ایندیانا)
ورن، ایندیانا (به انگلیسی: Verne, Indiana) یک منطقهٔ مسکونی در ایالات متحده آمریکا است که در شهرستان ناکس واقع شده‌است.

## خصوصیات
ورن ۱۷۴٫۹۶ متر بالاتر از سطح دریا واقع شده‌است.